# دان ليو
دان ليو (بالإنجليزية: Dan Leo)‏ هو سياسي أسترالي، ولد في 14 أغسطس 1950. حزبياً، نشط في حزب العمال الأسترالي. وقد انتخب عضو الجمعية التشريعية للإقليم الشمالي ‏.